# Ouro Branco (Alagoas)
Ouro Branco é um município brasileiro do estado de Alagoas localizado em latitude 09º10'00" sul e em longitude 37º21'24" oeste, estando a uma altitude de 380 metros. seus municípios vizinhos são Maravilha e Canapi, e também Águas Belas e Itaíba, ao qual estes dois últimos faz divisa de Estado. Sua população em 2022 era de 11,446 habitantes. O município tem uma área de 205,4km², onde 63% da população reside em área urbana.
Etnias Censo 2022 (IBGE)
Pardos 65,68%
Brancos 29,99%
Pretos 4,23%

## História
Por volta de 1830, começou a surgir o povoado onde hoje fica o município de Ouro Branco. Em 1881, o Sr. Domingo Gomes, vindo de Minas Gerais e líder na época, mandou construir uma capela de pedra e escolheu Santo Antônio como padroeiro. Além disso, deu o nome de Olho D'Água do Cajueiro (cacimba que ficava embaixo de um grande cajueiro conhecido na região) à vila que se formava. Alguns anos depois, Domingos Gomes voltou a Minas Gerais, mas seu filho Francisco Gomes, conhecido como Chicão, permaneceu no local. O povoado cresceu e passou a denominar-se Olho d'Água do Chicão, em homenagem a Francisco Gomes. Em 1901 foi elevado à categoria de vila, chegando a sofrer ataques de bandos de cangaceiros chefiados por Antônio Purcino e Lampião [carece de fontes?].
Antônio Jiló de Campos, um dos líderes comunitários, impressionado com a brancura das imensas plantações de algodão, rebatizou este lugar (que já era quase uma cidade), com o nome de Ouro Branco. Os líderes do movimento para a emancipação política, implementada através da Lei n 2.445, de 17 de maio de 1962, foram Luís Gonzaga de Carvalho, José Limeira da Silva, Francisco Sotero Ângelo e José Soares da Silva. Sua emancipação foi oficializada em 21 de junho do mesmo ano, tendo sido elevado à categoria de município com a denominação de Ouro Branco, pela lei estadual nº 2445, de 17-05-1962 como território desmembrado do município de Santana do Ipanema.